# Il linguaggio della montagna
Il Linguaggio della Montagna (Mountain Language) è un dramma in atto unico del drammaturgo inglese Harold Pinter. Fu rappresentato per la prima volta nel 1988 a Londra, in un cast comprendente tra gli altri Michael Gambon e Miranda Richardson.

## Composizione
Il linguaggio della Montagna è annoverato tra i drammi politici che Pinter scrisse nella seconda metà degli Anni '80. L'autore fu influenzato dalla lettura del libro di Jacobo Timerman Prisoner without a name, cell without a number, riguardante le torture perpetrate dalla dittatura militare in Argentina. Una discussione avuta durante un party di compleanno con due ragazze turche a proposito dell'utilizzo della tortura spingerà il drammaturgo a intraprendere un viaggio in tale paese insieme ad Arthur Miller, allo scopo di "investigare sulle accuse di tortura e persecuzione politica sugli autori turchi; Pinter aveva affrontato queste tematiche in lavori precedenti come Il bicchiere della staffa e tornerà ad affrontarli ciclicamente in composizioni quali Party Time.

## Tematiche
Come nel suo lavoro del 1984 Il bicchiere della staffa, Pinter sceglie come tematica il potere politico del linguaggio. Inizialmente la critica indicò Il linguaggio della Montagna come un'allegoria della situazione del popolo curdo; Pinter tuttavia rifiutò spesso questa lettura, specificando che il tema portante della cancellazione del linguaggio nativo potesse essere applicato anche al popolo irlandese e gallese, adducendo come esempio il bando operato dal governo inglese nel confronto del movimento Sinn Féin e del suo leader Gerry Adams.

## Trama
Il copione prevede quattro scene; tuttavia non vengono date indicazioni sull'allestimento della scena o su come praticare la soluzione di continuità: lo spazio scenico è dunque delimitato dai movimenti degli attori, e la scansione dei quattro tempi affidato a suoni e luci; non è raro, tuttavia, che le scelte registe tendano a eliminare la suddivisione in scene.

### Scena I: Mura della prigione
Alcune donne attendono il permesso di entrare nella prigione dove sono rinchiusi degli uomini a loro cari; la più anziana di esse soffre per una ferita alla mano. Arrivano il sergente e il primo ufficiale, che puntano un fucile contro la donna anziana e le chiedono di identificarsi: lei rimane in silenzio, scatenando l'ira dei militari; in suo aiuto accorre una giovane donna, la quale dice al primo ufficiale che sia lei che tutte le altre donne sono già state identificate. Tra i due si instaura un battibecco che dura fino a che il sergente non lo interrompe con stizza.
Quando il primo ufficiale domanda alla donna anziana da chi sia stata morsa, questa rimane in silenzio, limitandosi a mostrargli la mano ferita; di nuovo è la giovane donna a parlare per lei, dicendo che è stato un dobermann. Il primo ufficiale la ignora e ripete la domanda alla donna anziana, che di nuovo rimane muta. La donna giovane riformula allora la risposta, dicendo che a morderla è stata un grosso cane; il primo ufficiale le chiede il nome del cane, ma non riceve alcuna risposta. Questo sembra irritare fortemente l'uomo, che grida alle donne che "ogni cane ha un nome datogli dai suoi genitori", e che "prima di mordere, ciascun cane dichiara il proprio nome": se il cane ha morso la donna senza dichiarare il proprio nome, lui lo giustizierà.
Interviene il sergente, che a sua volta chiede alle donne se ci sono lamentele; la giovane donna afferma che lei e le altre siano rimaste tutto il giorno al freddo, mentre le guardie aizzavano i cani contro di loro; uno di essi è quello che ha morso la donna anziana. Il primo ufficiale chiede di nuovo il nome del cane perché possa giustiziarlo, ma lei risponde di non conoscerlo. A quel punto il sergente cambia completamente argomento e parla degli uomini rinchiusi in prigione, padri, figli e mariti delle donne, dichiarati "nemici dello Stato". Il primo ufficiale identifica allora le donne come "gente di montagna", e dice loro che la loro lingua madre ("il linguaggio della Montagna") è stata proibita e può essere quindi considerata "morta"; pertanto potranno parlare agli uomini adoperando esclusivamente "il linguaggio della Capitale", altrimenti saranno punite. La giovane donna rifiuta di definire sé stessa "abitante della montagna" e dichiara di non parlare il "linguaggio della Montagna"; il sergente le si avventa contro, intenzionato a violentarla. Il primo ufficiale lo ferma ricordandogli che la donna non ha commesso alcun crimine, ma lui replica che "non significa che sia senza peccato". Il primo ufficiale concorda con lui, lasciando che la palpeggi.
La giovane donna si identifica come Sara Johnson e rivendica il diritto di vedere suo marito; quando mostra loro i documenti, il primo ufficiale nota che in effetti né lei non viene dalla Montagna, e quindi è capitata nel gruppo sbagliato. Il sergente afferma che, in effetti, lei sembra "un'intellettuale".

### Scena II: Parlatorio
La donna anziana è a colloquio con un prigioniero, al quale parla con forte inflessione dialettale; una guardia la colpisce allora con un manganello, gridando che è proibito usare il linguaggio della Montagna; il prigioniero prova a spiegare che la donna è troppo anziana per conoscere il linguaggio della Capitale, ma invano. La scena si ripete quando la donna anziana dice al prigioniero di avergli portato delle mele e del pane; la guardia va su tutte le furie e corre a chiamare il sergente, dicendo che c'è un "buffone".
Le luci si attenuano: nel buio si sente un dialogo tra il prigioniero e la donna anziana, che sono madre e figlio. Lui si dispiace per la ferita alla mano di lei, mentre lei sembra non capirlo e dice che tutti a casa aspettano il suo ritorno. Le luci si riaccendono e appare il sergente, che chiede "chi è il buffone?". La scena si interrompe di colpo.

### Scena III: Voci nel buio
Una guardia e il sergente trascinano un uomo incappucciato. I tre incrociano la giovane donna, e il sergente le domanda chi l'abbia fatta entrare; la guardia risponde che è la moglie dell'uomo incappucciato. Il sergente insulta la giovane donna chiamandola "Lady bla-bla del cazzo", salvo poi scusarsi e dire che c'è stato un disguido burocratico a causa del quale è stata fatta entrare dalla porta sbagliata. Le luci si spengono e si sente un dialogo tra l'uomo incappucciato e sua moglie, che ripensano alla loro vita felice insieme e immaginano di trovarsi su un lago tenendosi per mano; quando le luci si riaccendono l'uomo stramazza al suolo e la moglie grida il suo nome: "Charley!". Le guardie lo portano via; il sergente ripete alla giovane donna che per un disguido è stata fatta entrare dalla porta sbagliata; la informa inoltre che, in caso di problemi, può rivolgersi a un tizio che viene in prigione "ogni martedì, tranne quando piove". La donna gli chiede: "andrà tutto bene, se farò sesso con lui?". Il sergente le risponde affermativamente.

### Scena IV: Parlatorio
Il prigioniero siede accanto a sua madre, tremante e sporco di sangue. La guardia li informa che il regolamento è cambiato, e che fino a nuovo ordine potranno parlare nel loro linguaggio nativo. Quando il prigioniero traduce questa notizia sua madre non risponde, come se non riuscisse più a comprendere la sua stessa lingua madre. Il prigioniero trema sempre di più, fino a che non cade in ginocchio in preda alle convulsioni. Arriva il sergente, che di fronte al malore del prigioniero afferma con sdegno: "Ma guarda un po'. Fai l'impossibile per dar loro una mano, e loro mandano tutto a fanculo". Il dramma termina bruscamente.